# Suolojavri (sjö i Utsjoki, Lappland)
Suolojavri är en sjö i kommunen Utsjoki i landskapet Lappland i Finland. Arean är 39 hektar och strandlinjen är 5,46 kilometer lång. Sjön  ingår i Tana älvs huvudavrinningsområde.   Den ligger omkring 370 kilometer norr om Rovaniemi och omkring 1100 kilometer norr om Helsingfors. 
I sjön finns ön Máretsuolu. 